# Cathédrale catholique romaine Sainte-Marie d'Édimbourg
Cette  cathédrale n’est pas la seule cathédrale Sainte-Marie.
La cathédrale catholique romaine Sainte-Marie d'Édimbourg dédiée à Notre-Dame-de-l'Assomption (en anglais : St Mary's Metropolitan Cathedral of Our Lady of the Assumption) est une cathédrale catholique située à Édimbourg, en Écosse. Elle est le siège de l'archevêché catholique romain de Saint Andrews et Édimbourg.

## Description
La cathédrale abrite le sanctuaire national Saint-André consacré au premier apôtre André, comportant deux de ses reliques, l'une provenant de la cathédrale Saint-André d'Amalfi en Italie et l'autre offerte par le pape Paul VI.
La chapelle Sainte-Marie ouvre ses portes en 1814, et est conçue par James Gillespie Graham. L'église est considérablement embellie ensuite, et en 1878 avec le rétablissement du clergé écossais, elle est devenue la pro-cathédrale de l'archidiocèse. Elle est baptisée « cathédrale métropolitaine », le 5 juillet 1886 avec tous les droits et privilèges d'une telle église.
La cathédrale est agrandie, reconstruite et réaménagée plusieurs fois, le dernier changement structurel important eut lieu dans les années 1970. Le pape Jean-Paul II visite la cathédrale Sainte-Marie en mai 1982 dans le cadre de sa visite pastorale en Écosse.

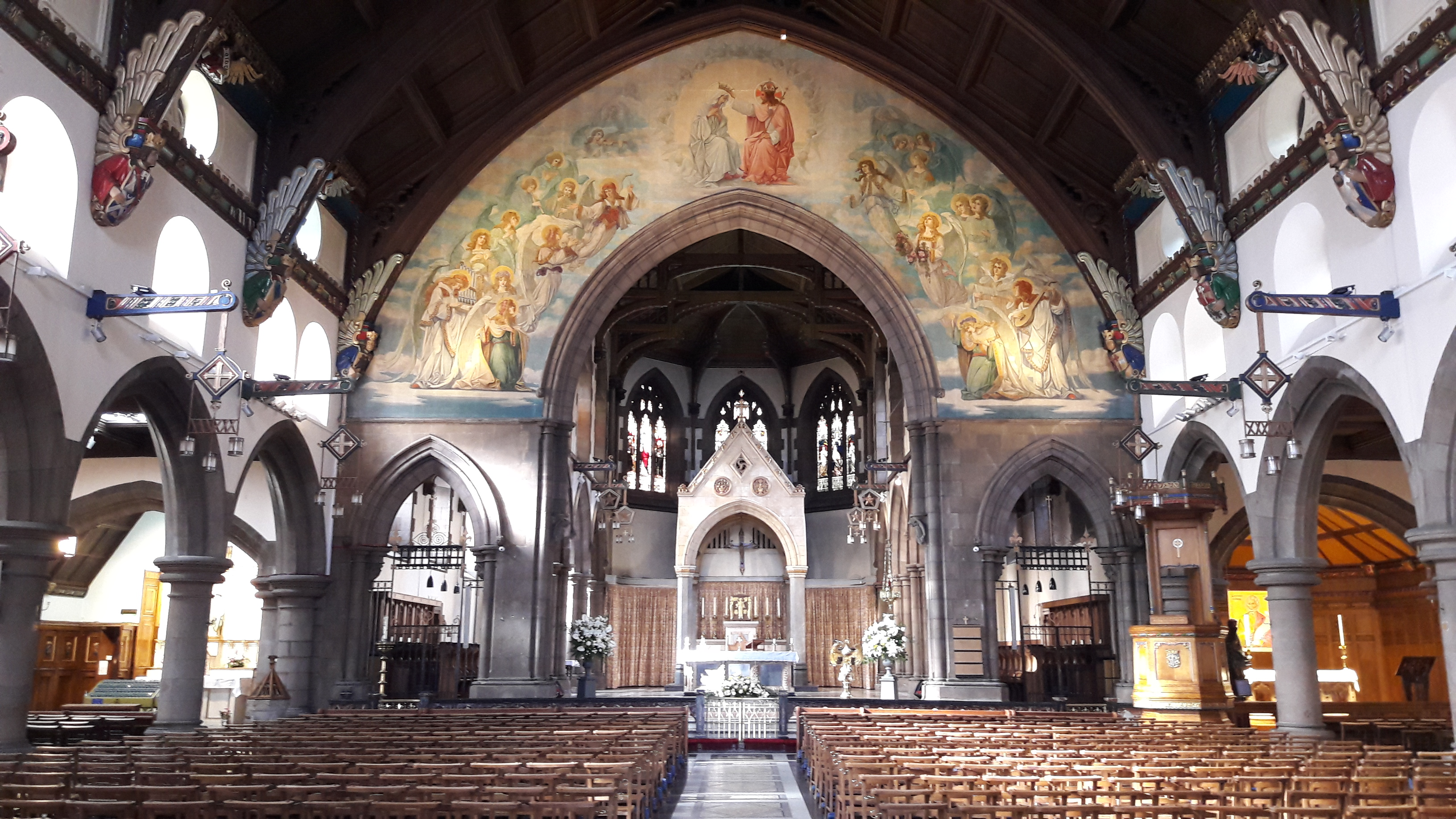
La nef en direction du chœur.
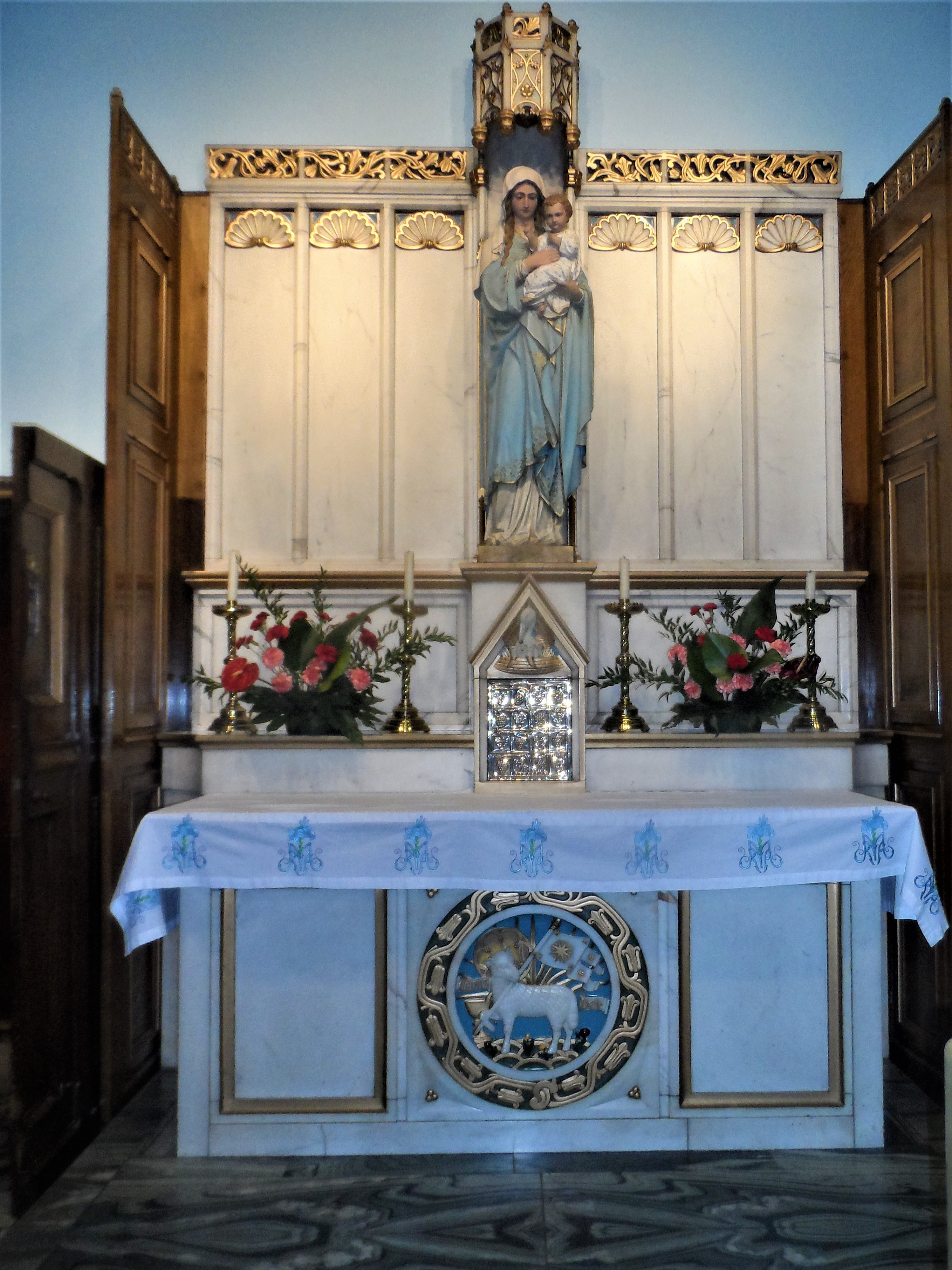
L'autel de la Vierge.